# Ei (digráf)
Az Ei (kisbetűs alakja ei) a latin ábécé digráfja. Egy E és egy I betűből áll.

## Nyelvészet
- A franciában az "ei" digráf az ɛ hang lejegyzésére szolgál.
- Az  angolban ez a digráf több hangot is jelölhet: a „vein”-hez hasonló alakban kiejtése e ɪm a seize-hez hasonló alakban i, a heist-hez hasonló alakban a ɪ, aheifer-hez hasonló alakban ɛ, az encienete-hez hasonló alakokban æ, a 'forfeit-hez hasonló alakban pedig ɪ vagy ə.
- A németben a digráf az a ɪ fonémát jelöli.
- A hollandban az ɛ i fonémát jelöli.
- A gallban a jel a ə i fonémát jelöli.
- Az írben és skót gaelben a jel az ɛ fonémát jelöli egy szó végi mássalhangzót közvetlenül megelőző helyzetben.

## Informatikai megjelenítés
A legtöbb digráfhoz hasonlóan a « dx » lejegyzésére sem létezik egyetlen karakter, megjelenítéséhez mindig le kell nyomni a D és az X billentyűket.

## Fordítás
Ez a szócikk részben vagy egészben  az   Ei (digramme) című francia Wikipédia-szócikk ezen változatának fordításán alapul.  Az eredeti cikk szerkesztőit annak laptörténete sorolja fel. Ez a jelzés csupán a megfogalmazás eredetét és a szerzői jogokat jelzi, nem szolgál a cikkben szereplő információk forrásmegjelöléseként.